# 显脉瓦韦
显脉瓦韦（学名：Lepisorus venosus）为水龙骨科瓦韦属下的一个种。

## 扩展阅读
- 維基物種上的相關：显脉瓦韦